# Uromunna brevicornis
Uromunna brevicornis är en kräftdjursart som först beskrevs av Thomson 1946.  Uromunna brevicornis ingår i släktet Uromunna och familjen Munnidae. Inga underarter finns listade i Catalogue of Life.